# Dietrich Besler
Dietrich Besler (* 22. November 1919 in Posen) war ein deutscher LPG-Vorsitzender, Parteifunktionär der SED und der Blockpartei DBD. Er war Landesminister in Brandenburg, Abgeordneter des Brandenburger Landtages, der Länderkammer und der Volkskammer der DDR.

## Leben
Besler wurde als Sohn eines Bauern im damals zu Polen gehörenden Posen geboren. Nach der Volksschule und einer landwirtschaftlichen Lehre von 1933 bis 1936 war er bis 1937 in der elterlichen Landwirtschaft tätig. Anschließend wurde er zur Wehrmacht eingezogen und verblieb in ihr bis 1941, als er wegen Kriegsuntauglichkeit entlassen wurde. Bis zur Flucht vor der Roten Armee arbeitete Besler wieder als Landwirt. Ihn verschlug es zunächst in die Gemeinde Fröhden im Kreis Jüterbog, wo er durch die Bodenreform Neubauer wurde, später auch Ortsbürgermeister war. 
1946 trat er zunächst der SED bei. Mit der Zulassung der Bauernpartei DBD im Frühjahr 1948 benötigte diese Partei genügend Funktionäre, um im Gebiet der Sowjetischen Besatzungszone wirksam werden zu können. Nicht selten wurden daher SED-Mitglieder beauftragt, Funktionen in der DBD zu übernehmen wie der erste Parteivorsitzende Ernst Goldenbaum oder eben Dietrich Besler. Er übernahm im Kreis Jüterbog die Mitbegründung und den Vorsitz des DBD-Kreisverbandes  und führte zudem den VdgB-Kreisverband Jüterbog. 1949 übernahm er den Posten des Geschäftsführers des DBD-Landesverbandes Brandenburg. Bedingt durch diesen Posten wurde Besler im Frühjahr 1950 als einer von zwei Abgeordneten Mitglied des Brandenburger Landtages, vorerst allerdings nur mit beratender Stimme. Von den 1948 neu gegründeten Parteien NDP und DBD wurden 1950 in allen DDR-Landtagen Abgeordnete mit beratender Stimme zugelassen. Der DBD-Landesvorsitzende Rudolf Albrecht war bereits seit 1946 mit dem Mandat der VdgB Mitglied des Landtages.
Nach den Landtagswahlen im Oktober 1950, bei denen Besler für die DBD kandidierte, war er einer von sechs DBD-Abgeordneten des brandenburgischen Landtages bis zu seiner Selbstauflösung im Juli 1952. Darüber hinaus entsandte ihn das Landesparlament als einen von zehn Vertretern des Landes in die Länderkammer der DDR, in der er zu einem von vier Stellvertretern des Präsidenten der Länderkammer gewählt wurde. Am 29. November 1950 wurde Besler überdies als Landesminister für Land- und Forstwirtschaft unter Ministerpräsident Rudolf Jahn vorgestellt. Um den fachlichen Anforderungen gerade im Ministeramt gerecht zu werden, nahm Besler dazu ein Fernstudium an der neu gegründeten Deutschen Akademie für Staats- und Rechtswissenschaft (DASR) „Walter Ulbricht“ in Potsdam-Babelsberg auf, welches er 1956 beendete. Nach der Auflösung der Länder der DDR im Sommer 1952 blieb Besler zunächst nur sein Mandat in der Länderkammer und in der Nachfolge seines Landtagsmandates bis 1954 die Mitgliedschaft im Bezirkstag Potsdam. 
1953 bekam er hauptamtlich eine Anstellung im Parteivorstand der DBD, wo er die Abteilung Organisation bis 1956 leitete. 1954 kandidierte Besler für die DBD erstmals zur Volkskammerwahl. In der Folge war er bis 1976 Mitglied des DDR-Parlaments, ab 1958 als Berliner Vertreter. 
Nach Beendigung seines Studiums übernahm Besler 1956 als Vorsitzender die LPG „1. Mai“ in Berlin-Wartenberg. Diese hatte sich im April 1953 als einer der ersten Landwirtschaftlichen Produktionsgenossenschaften als Zusammenschluss von Gärtnern und Bauern auf dem Gelände eines Berliner Stadtgutes gegründet und entwickelte sich in der Folge zu einer der bekanntesten und leistungsstärksten LPG republikweit. So wurde sie 1962 als eine der fünf leistungsstärksten LPG in der DDR geehrt. Dies äußerte sich auch im Oktober des gleichen Jahres in der Verleihung des Nationalpreises für Wissenschaft und Technik III. Klasse an das Führungskollektiv der LPG, dem auch Besler angehörte. Vor allem die industriemäßige Zucht von Gemüse vielerlei Art in großen Gewächshauskomplexen machte die LPG zu einem Vorzeigebetrieb. 
Infolge dieser herausgestellten Position wurde Besler, der 1958 wieder zur SED gewechselt war, 1963 Mitglied der SED-Bezirksleitung Berlin, der er bis 1979 angehörte. 1975 gab er den LPG-Vorsitz ab.

## Ehrungen
- 1959 Ehrentitel Held der Arbeit[4]
- 1962 Nationalpreis für Technik und Wissenschaft III. Klasse (im Kollektiv)
- 1975 Vaterländischer Verdienstorden in Silber[5]